# Aezio (filosofo)
Aezio (in greco antico: Ἀέτιος, Aétios; fl. I-II secolo) è stato un filosofo e dossografo greco antico.

## Biografia
Poco si sa di Aezio, ritenuto autore di una Raccolta di dottrine (Placita Philosophorum) che fu tradotta in arabo nel X secolo ed è pervenuta in frammenti, conservati in particolare dal teologo del V secolo Teodoreto, che secondo la ricostruzione del filologo tedesco Hermann Diels avrebbe avuto a disposizione l'intera opera di Aezio. I frammenti conservati nel corpus degli scritti di Plutarco e nelle Eclogae Physicae di Stobeo sono citazioni fortemente abbreviate. 
Secondo Diels, Aezio si sarebbe rifatto a un precedente e per noi anonimo compendio di dottrine, i cosiddetti Vetusta Placita, il che è apparso tuttavia ad alcuni studiosi moderni come un'ipotesi senza prove a sostegno.
L'opera di Aezio ed i criteri storiografici adottati da Hermann Diels sono stati esaminati in modo approfondito da Jaap Mansfeld e  David Runia nella loro opera Aetiana: The Method and Intellectual Context of a Doxographer, che è lo studio più completo ed aggiornato su questo autore.
Michelangelo Giusta (Mondovì, 1921 - 2005), docente di filologia classica presso l'Università di Torino, ha sostenuto, con le sue ricerche condotte sugli autori greci e latini, che anche nell'ambito dell'etica - oltre che in quello della fisica, come già aveva dimostrato Diels - gli autori antichi greci e latini, compresi quelli cristiani (anche i più noti), utilizzarono nelle loro opere i Vetusta placita: essi furono una sorta di compendio anonimo che riportava frasi o brani su determinati argomenti dei diversi predecessori, divisi per autore. Infatti è sempre stato difficile spiegare come Cicerone, Seneca, Filodemo di Gadara, Plinio il vecchio, Agostino e altri potessero aver consultato tutti gli autori e tutte le opere di cui riferivano citazioni nelle proprie, vista la difficoltà di circolazione del materiale papiraceo.
Ha rafforzato le conclusioni di Giusta una tesi di laurea discussa con lui (1972) da Fulvio Basteris sul Perì aorghesias ("Del non arrabbiarsi") di Plutarco, che ha comparato sull'argomento in questione passaggi di vari autori in loro testi pervenutici mediante papiri, rilevandone ad esempio - oltre alla congruità enunciativa dei testi stessi presi in esame - un sorprendente ed analogo numero di caratteri utilizzati, segno che gli autori leggevano da un compendio copiato su papiri provenienti da un medesimo archetipo.